# Rohria pulchella
Rohria pulchella är en kvalsterart som beskrevs av Balogh och Sandór Mahunka 1977. Rohria pulchella ingår i släktet Rohria och familjen Zetomotrichidae. Inga underarter finns listade i Catalogue of Life.